# Marco Cecchinato

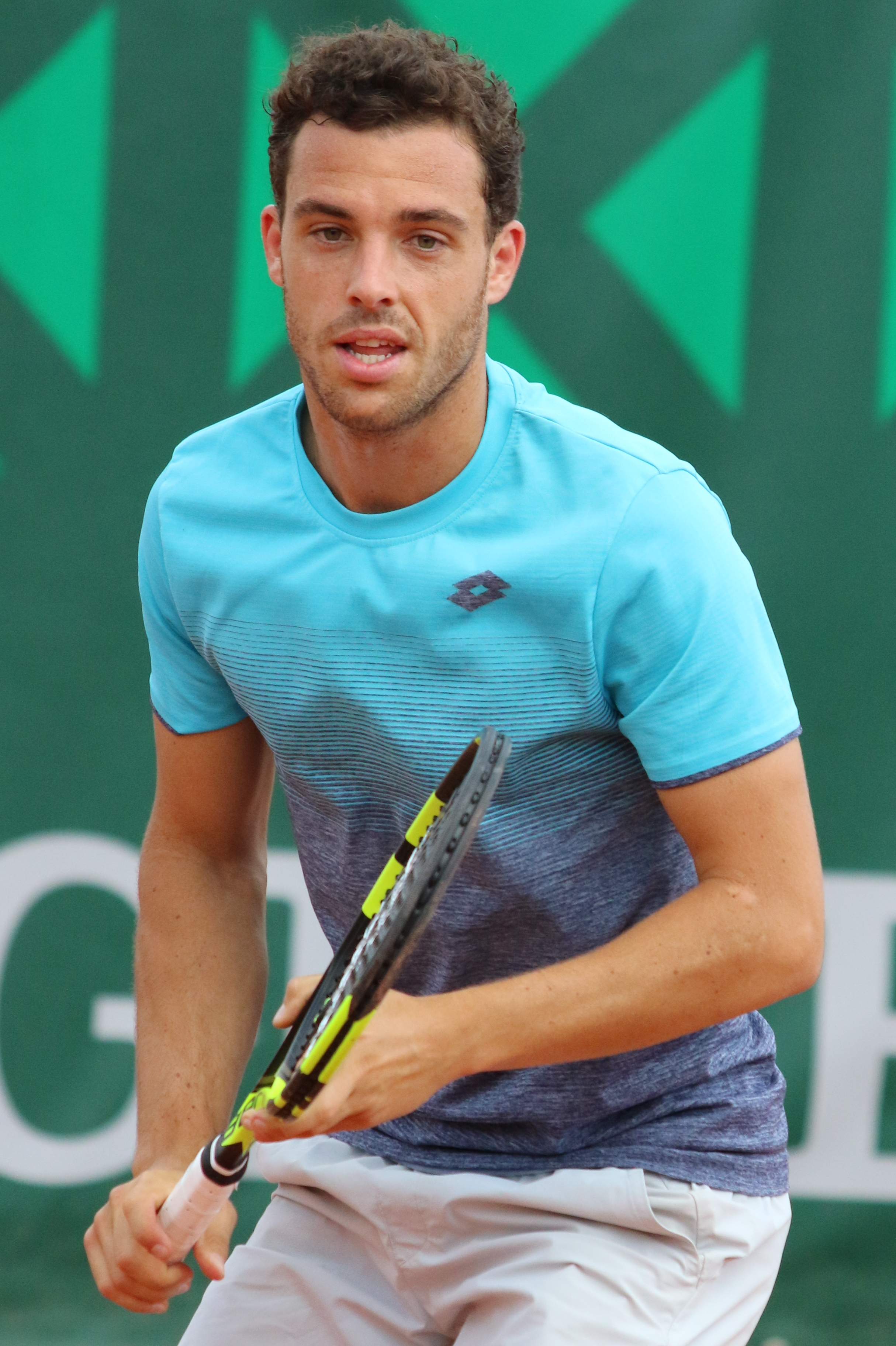
Marco Cecchinato na French Open 2018, kde poprvé postoupil do semifinále grandslamu

Marco Cecchinato, výslovnost: [ˈmarko tʃekkiˈnaːto]IPA, (* 30. září 1992 Palermo) je italský profesionální tenista. Ve své dosavadní kariéře na okruhu ATP World Tour vyhrál tři singlové turnaje, když premiérový z nich ovládl na budapešťském Hungarian Open 2018. Stal se tak prvním Sicilanem, který ovládl turnaj ATP.
Na challengerech ATP a okruhu ITF získal jedenáct titulů ve dvouhře a šest ve čtyřhře.
Na žebříčku ATP byl ve dvouhře nejvýše klasifikován v únoru 2019 na 16. místě a ve čtyřhře pak v červnu 2016 na 169. místě. Trénuje ho bývalý italský tenista Simone Vagnozzi.
V italském daviscupovém týmu debutoval v roce 2016 prvním kolem Světové skupiny proti Švýcarsku, v němž vyhrál nedělní dvouhru s Adrienem Bosselem. Italové zvítězili 5:0 na zápasy. Do září 2018 v soutěži nastoupil k jedinému mezistátnímu utkání s bilancí 1–0 ve dvouhře a 0–0 ve čtyřhře.

## Tenisová kariéra
Ve dvouhře okruhu ATP World Tour debutoval na květnovém Open de Nice Côte d’Azur 2013 v antukovém areálu Nice. V posledním kvalifikačním zápase přešel přes Thiema de Bakerra a na úvod singlové soutěže vypadl s krajanem Fabiem Fogninim. Premiérový kariérní vyhraný zápas v této úrovni dosáhl na bukurešťském BRD Năstase Țiriac Trophy 2016 po vyřazení pátého nasazeného Kypřana Marcose Baghdatise. Přes Džumhura postoupil poprvé do čtvrtfinále okruhu, v němž jej zastavil Argentinec Federico Delbonis. Jednalo se o jeho jedinou čtvrtfinálovou účast až do zisku titulu v dubnu 2018. V rámci série ATP Masters odehrál první utkání v hlavní soutěži na římském Internazionali BNL d'Italia 2014, kde jej na úvod vyřadil Nizozemec Igor Sijsling.
Debut v hlavní soutěži nejvyšší grandslamové kategorie zaznamenal v mužském singlu US Open 2015. V úvodním kole však nenašel recept na Američana Mardyho Fishe ve čtyřech setech.
Do premiérového finále na okruhu ATP Tour postoupil na antukovém Gazprom Hungarian Open 2018 v Budapešti, když se do hlavní soutěže probojoval až jako šťastně poražený kvalifikant po kvalifikační prohře s Jürgenem Zoppem a odstoupení Lasla Djereho. Ve druhém kole dvouhry vyřadil bosenskou turnajovou dvojku Damira Džumhura a v semifinále osmého nasazeného krajana Andrease Seppiho. V boji o titul pak z pozice 92. hráče žebříčku přehrál Australana Johna Millmana po dvousetovém průběhu. Před turnajem bylo jeho kariérním maximem čtvrtfinále. Titulem se stal sedmým šampionem turnaje ATP od sezóny 1990 v roli šťastného poraženého a po něm se posunul na 53. příčku.
Na French Open 2018 si poprvé zahrál semifinále grandslamu. V prvním kole premiérově vyhrál utkání na majoru, když zdolal Rumuna Maria Copila. Ve třetí fázi zůstal na jeho raketě desátý nasazený Španěl Pablo Carreño Busta a v osmifinále belgická turnajová osmička David Goffin, což znamenalo jeho debutové vítězství nad členem elitní světové desítky. Jako 72. hráč žebříčku ATP se stal nejníže postaveným čtvrtfinalistou Roland Garros od roku 2008 a Lotyše Ernestse Gulbise. Po čtvrtfinálové výhře nad Novakem Djokovićem postoupil jako nejníže postavený tenista od roku 1999 a Ukrajince Andrije Medveděva do semifinále French Open. Rovněž se stal prvním mužským semifinalistou grandslamu z Itálie od Corrada Barazzuttiho, jenž se do této fáze probojoval na French Open 1978. Jeho cestu pavoukem zastavil až sedmý nasazený Rakušan Dominic Thiem. Na červencový Wimbledon 2018 přijel poprvé v roli nasazeného v grandslamové soutěži. Jako turnajová devětadvacítka však na úvod nestačil na Australana Alexe de Minaura po čtyřsetovém průběhu.

## Sázkařská aféra
Italská tenisová federace mu původně 18. července 2016 udělila trest v délce trvání 18 měsíců, následně snížený na jeden rok, a pokutu 40 tisíc eur za to, že během marockého challengeru v říjnu 2015 podal sázku na vlastní utkání s Polákem Kamilem Majchrzakem, a že měl také poskytovat informace o zdravotním stavu profesionálních hráčů. Následně se odvolal k nezávislému tribunálu Italského olympijského výboru, kde v říjnu 2016 uspěl se zrušením trestu i neplacení pokuty pro nejasnosti ve vyšetřování. Během něj odmítl, že by vsadil na vlastní prohru. Asociace tenisových profesionálů (ATP) původní trest neakceptovala, takže Cecchinato mohl od červencového udělení trestu do zprošťujícího verdiktu v říjnu 2016 nastupovat na turnajích organizovaných ATP (včetně challengerů), a to i na italském území. Zákaz startu měl před úplným zproštěním pouze na událostech pořádaných italským svazem.

## Finále na okruhu ATP World Tour
| Legenda                   |
| D – dvouhra; Č – čtyřhra  |
| Grand Slam (0)            |
| Turnaj mistrů (0)         |
| ATP Tour Masters 1000 (0) |
| ATP Tour 500 (0)          |
| ATP Tour 250 (3–2 D)      |

### Dvouhra: 5 (3–2)
| Stav      | č. | datum             | turnaj                  | povrch | soupeř ve finále  | výsledek      |
| --------- | -- | ----------------- | ----------------------- | ------ | ----------------- | ------------- |
| Vítěz     | 1. | 29. dubna 2018    | Budapešť, Maďarsko      | antuka | John Millman      | 7–5, 6–4      |
| Vítěz     | 2. | 22. července 2018 | Umag, Chorvatsko        | antuka | Guido Pella       | 6–2, 7–6(7–4) |
| Vítěz     | 3. | 17. února 2019    | Buenos Aires, Argentina | antuka | Diego Schwartzman | 6–1, 6–2      |
| Finalista | 1. | 18. října 2020    | Sardinie, Itálie        | antuka | Laslo Djere       | 6–7(3–7), 5–7 |
| Finalista | 2. | 29. května 2021   | Parma, Itálie           | antuka | Sebastian Korda   | 2–6, 4–6      |

## Finále na challengerech ATP a okruhu Futures
| Legenda                    |
| -------------------------- |
| Challengery (5–8 D; 3–1 Č) |
| Futures (6–1 D; 3–2 Č)     |

### Dvouhra: 20 (11–9)
| Stav      | č.  | datum             | turnaj                  | povrch    | soupeř ve finále        | výsledek                |
| --------- | --- | ----------------- | ----------------------- | --------- | ----------------------- | ----------------------- |
| Vítěz     | 1.  | 18. března 2012   | Umag, Chorvatsko        | antuka    | Andrej Martin           | 6–3, 6–4                |
| Finalista | 1.  | 17. února 2013    | Záhřeb, Chorvatsko      | tvrdý (h) | Damir Džumhur           | 2–6, 5–7                |
| Vítěz     | 2.  | 10. března 2013   | Umag, Chorvatsko        | antuka    | Attila Balázs           | 6–4, 6–2                |
| Vítěz     | 3.  | 21. července 2013 | Modena, Itálie          | antuka    | Dominic Thiem           | 6–3, 6–4                |
| Vítěz     | 1.  | 11. srpna 2013    | San Marino, San Marino  | antuka    | Filippo Volandri        | 6–3, 6–4                |
| Finalista | 1.  | 29. září 2013     | Sibiu, Rumunsko         | antuka    | Jaroslav Pospíšil       | 6–4, 4–6, 1–6           |
| Vítěz     | 4.  | 23. března 2014   | Pula, Itálie            | antuka    | Dennis Novak            | 6–4, 6–2                |
| Vítěz     | 5.  | 30. března 2014   | Pula, Itálie            | antuka    | Roberto Carballés Baena | 6–4, 6–1                |
| Finalista | 2.  | 8. června 2014    | Mestre, Itálie          | antuka    | Pablo Cuevas            | 4–6, 6–2, 2–6           |
| Vítěz     | 2.  | dubna 2015        | Turín, Itálie           | antuka    | Kimmer Coppejans        | 6–2, 6–3                |
| Finalista | 3.  | 13. září 2015     | Janov, Itálie           | antuka    | Nicolás Almagro         | 7–6(7–1), 1–6, 4–6      |
| Vítěz     | 3.  | 26. června 2016   | Milán, Itálie           | antuka    | Laslo Djere             | 6–2, 6–2                |
| Finalista | 4.  | 4. září 2016      | Como, Itálie            | antuka    | Kenny de Schepper       | 6–2, 6–7(0–7), 5–7      |
| Vítěz     | 6.  | 26. března 2017   | Pula, Itálie            | antuka    | Andrea Basso            | 6–4, 6–1                |
| Finalista | 5.  | 7. května 2017    | Ostrava, Česko          | antuka    | Stefano Travaglia       | 2–6, 6–3, 4–6           |
| Vítěz     | 4.  | 13. května 2017   | Řím, Itálie             | antuka    | Jozef Kovalík           | 6–4, 6–4                |
| Finalista | 6.  | 25. června 2017   | Todi, Itálie            | antuka    | Federico Delbonis       | 5–7, 1–6                |
| Finalista | 7.  | 3. září 2017      | Como, Itálie            | antuka    | Pedro Sousa             | 6–1, 2–6, 4–6           |
| Vítěz     | 5.  | 10. března 2018   | Santiago, Chile         | antuka    | Carlos Gómez-Herrera    | 1–6, 6–1, 6–1           |
| Finalista | 5–8 | únor 2020         | Punta del Este, Uruguay | antuka    | Thiago Monteiro         | 6–7(3–7), 7–6(8–6), 5-7 |

### Čtyřhra (6 titulů)
| č. | datum            | turnaj            | povrch | spoluhráč       | poražení finalisté                     | výsledek |
| -- | ---------------- | ----------------- | ------ | --------------- | -------------------------------------- | -------- |
| 1. | 9. července 2011 | Sassuolo, Itálie  | antuka | Francesco Aldi  | Filippo Leonardi Jacopo Marchegiani    | 6–4, 6–3 |
| 2. | 7. srpna 2011    | Xativa, Španělsko | antuka | Francesco Aldi  | Iván Arenas-Gualda Enrique López Pérez | 6–4, 6–3 |
| 3. | 28. srpna 2011   | Novi Sad, Srbsko  | antuka | Matteo Civarolo | Marko Begović Jérémy Tweedt            | 6–3, 6–1 |
| 1. | 13. září 2014    | Biella, Itálie    | antuka | Matteo Viola    | Frank Moser Alexander Satschko         | 7–5, 6–0 |
| 2. | 15. dubna 2017   | Barletta, Itálie  | antuka | Matteo Donati   | Marin Draganja Tomislav Draganja       | 6–3, 6–4 |
| 3. | 23. září 2017    | Sibiu, Rumunsko   | antuka | Matteo Donati   | Sander Gillé Joran Vliegen             | 6–3, 6–1 |